# 471 Papagena
471 Papagena је астероид главног астероидног појаса са пречником од приближно 134,19 km.
Афел астероида је на удаљености од 3,560 астрономских јединица (АЈ) од Сунца, а перихел на 2,212 АЈ.
Ексцентрицитет орбите износи 0,233, инклинација (нагиб) орбите у односу на раван еклиптике 14,980 степени, а орбитални период износи 1791,321 дана (4,904 године).
Апсолутна магнитуда астероида је 6,73 а геометријски албедо 0,199.
Астероид је откривен 7. јуна 1901. године.